# 優しい死神の飼い方
『優しい死神の飼い方』（やさしいしにがみのかいかた）は、知念実希人による日本の推理小説。「優しい死神」シリーズの第一作で、光文社から単行本が2013年11月に、文庫版が2016年5月にそれぞれ刊行された。その後、シリーズ第2作として「黒猫の小夜曲」（くろねこのセレナーデ）が光文社から単行本が2015年7月に、文庫版が2018年1月にそれぞれ刊行された。第2作の主人公、その他の登場人物、物語の舞台は一新されている。シリーズ第3作として「死神と天使の円舞曲」（しにがみとてんしのワルツ）が光文社から2022年5月に単行本が刊行された。前2作の主人公などがそれぞれ登場している。
『コミックELMO』（マイクロマガジン社）にて蒼崎律によるコミカライズが2021年5月18日から連載されている。同年6月30日発売の『コミックライド』61号から、同誌にも掲載されている。2022年5月時点で累計部数は55万部を突破している。
2022年に第1作がラジオドラマ化され、7月11日から22日の日程でNHK-FM放送「青春アドベンチャー」枠で放送された（全10回）。

## あらすじ

### 優しい死神の飼い方
人間の死によって肉体から解放された魂を「我が主様」の元へ道案内する役割を担っている「死神」の「私」は、ある時上司との面談の際に「私の成績が悪いのは、この国の人々の生活に問題があるからです」と失言し、『地縛霊』となった魂が持つ『未練』を解消させて「我が主様」のもとへ導くべく、ゴールデンレトリバーの姿となって雪山の中に放り出されてしまう。
雪山で凍死しかけていた「私」を見つけ出したのが朝比奈菜穂という近くの「丘の上病院」なるホスピスの看護師だった。「私」は「レオ」という名前を付けられ、そこで飼われることとなった。

### 黒猫の小夜曲
レオの好成績により、さらに地上に派遣された「僕」は、記憶をなくしたという『地縛霊』を昏睡状態の女性の身体に入れ、彼女とともに他の『地縛霊』の『未練』を解消させるべく行動を始める。この『地縛霊』はサウス製薬関係者と事件を捜査していた刑事で、さらにサウス製薬関係者はある秘密の研究を担当していた。

### 死神と天使の円舞曲
クロは、深夜の散歩中に死を意識した魂の発する『腐臭』を察知し、プロポーズをした幼馴染の柏木美穂が死亡し絶望で首を吊ろうとしていた平間大河を寸前でとめて、彼女が東京へついていかなかった理由と死んだ背景を彼に伝えた。彼とともに美穂の家に行くと、家は無残にも黒焦げとなっており、家の前でレオと遭遇した。レオは丘の上病院入院直前に美穂のもとから娘の穂乃花が家族による虐待を疑われて児童相談所に保護されたことを院長に伝え、院長が児童相談所などに相談し、美穂が亡くなるまで穂乃花も丘の上病院に入院できるように手配して、一緒に美穂を看取った。その後ニュースで柏木家が燃えて穂乃花が行方不明と知り、様子を見に来たところであった。柏木家が燃える前も街では連続放火事件が起きていた。

## 登場人物

### 優しい死神の飼い方
「私」
「我が主様」から地上に派遣された死神。「レオ」という名のゴールデンレトリバーとして朝比奈菜穂に飼われている。人間の死臭（腐臭）を嗅ぎ分けられる能力を持つ。好物はシュークリーム。カタカナ英語を使うのが嫌い。

朝比奈菜穂
ホスピス「丘の上病院」の看護師。院長の娘でもある。

南竜夫
ホスピスの入院患者。元警察官。

孫（そん）
ホスピスの入院患者。香港人を名乗っているが、正体は「金村」という日本人の宝石商。

内海直樹
ホスピスの入院患者。若くして末期ガンを患った画家。

工藤
本名は「近藤」。ある理由から、ありとあらゆる悪辣な手口を用いて「丘の上病院」の買収をもくろむ。

同僚
「私」といつも仕事のやり方を巡って反目している死神。人間の前に姿を現すことはない。カタカナ英語を多用してしゃべる。第2作『黒猫の小夜曲』の主人公である。

### 黒猫の小夜曲
「僕」
前作「優しい死神の飼い方」で登場した「私」ことレオの同僚に当たる死神。レオの街を担当していた道案内であったがレオの推薦もあり、地上に派遣されて黒猫の体に宿った。麻矢により「クロ」と名付けられた。
レオのことは最初マイフレンドと呼んでいたが、レオの希望でレオと呼ぶようにした。

麻矢
記憶を失った地縛霊。白木麻矢が事故で昏睡状態なことを知り、クロに頼んで麻矢の体を器として使う。

白木麻矢
自動車事故で昏睡中の女性。

南郷純太郎
サウス製薬会社会長。ある日事故死したが、地縛霊となった。

南郷菊子
純太郎の妻。遺留品から純太郎の死は自分のせいだと自己嫌悪している。

千崎隆太
県警捜査一課の中年刑事、被疑者である小泉自殺の責任を取らされ、交通課へ異動内示を受けた直後に倒れて末期がんが判明し、退職して独自に事件を追うが、純太郎死亡の3日後に限界を迎えレオのいるホスピスに入所し当日中に死去。地縛霊となってサウス製薬関連施設に留まる。

久住淳
所轄の若手刑事、千崎と組んで捜査にあたっていた。

小泉昭良
営業職としてサウス製薬に勤務。妻殺しの容疑者として千崎と久住から取り調べを受けた後、研究所で自殺しているのを発見される。

小泉沙耶香（旧姓・柏村）
会長秘書としてサウス製薬に勤務。小泉とは学生結婚してから3年が経過し、最近は喧嘩しているという噂が広がっていた。帰宅中に刺殺された。

阿久津一也
サウス製薬研究員。入社前に井戸掘りボランティ事業で海外へ行くがで現地で「呪い」にかかった。

柏村摩智子
沙耶香の妹と千崎の捜査ノートに記載されていた。大学院進学が内定していたが、姉の死亡後にサウス製薬に入社。

桜井知美
阿久津の恋人。阿久津が呪いにかかってからは阿久津から身体の関係を拒否されている。

峰岸誠
小泉夫婦や阿久津の出た清明大学薬学部教授。

### 死神と天使の円舞曲
クロ
白木麻矢に飼われている黒猫。パソコンでネットサーフィンができる。丸洗いされるのが苦手。
レオ
丘の上病院で飼われているゴールデンレトリバー。シュークリームやクッキーが好物。
平間大河
高校卒業後東京のイタリアンレストランへ就職。6年後、就職した店の2号店として実家の店を改装のために地元に戻り美穂にプロポーズしたが夫がいると言われ、なにも手につかなくなり、連絡が途絶え様子を見に来たレストランオーナーに東京に連れ戻され精神科病院に入院した。約1年後に美穂の家を訪ねたが、美穂は先月死んだと美穂の父に言われた。
柏木美穂
大河の幼馴染。当初は就職する大河とともに上京し東京の女子大へ進学予定であったが、ある事情で地元に残る。大河からプロポーズを受けた後に死亡する。
柏木雄大
美穂の父。美穂の結婚には最初から反対であった。美穂の死後に訪ねてきた大河に、「おまえのせいで、美穂は死んだ」と言った。
柏木穂乃花
美穂の娘。聴覚に障害がある。
真柴直人
柏木家の親戚で美穂の従兄。
プルート
レオにとっては、地上に派遣されて2番目となる道案内の同僚。レオとクロの推薦もあり、2ヶ月前に地上に派遣されカラスの体に封じられた。
院長
丘の上病院の院長。レオが来てから「夢の中で金色の犬が出てきて、その犬に救われた」と看取った患者が口を揃えて言っており、レオが普通の犬ではないことに気づいていた。
久住淳
所轄の刑事。催眠術にかかりやすくクロの情報源として頻繁に利用されている。
道案内
2ヶ月前からこの街での道案内担当となったクロとレオの同僚。レオにとっては、地上に派遣されて3番目となる道案内。融通がきき、人間の女性の言葉遣いを真似している。

## 既刊一覧

### 小説
- 知念実希人 『優しい死神の飼い方』 光文社、2013年11月15日発売[5]、ISBN 978-4-334-92914-5
  - 文庫本：2016年5月12日発売[6]、ISBN 978-4-334-77289-5
- 知念実希人 『黒猫の小夜曲』 光文社、2015年7月16日発売[7]、ISBN 978-4-334-91039-6
  - 文庫本：2018年1月11日発売[8]、ISBN 978-4-334-77598-8
- 知念実希人 『死神と天使の円舞曲』 光文社、2022年5月24日発売[9]、ISBN 978-4-334-91463-9

### 漫画
- 知念実希人（原作）・蒼崎律（漫画）『優しい死神の飼い方 THE COMIC』マイクロマガジン社、既刊1巻（2022年5月25日現在）
  1. 2022年5月25日発売[10][11]、ISBN 978-4-86716-292-7